# Ahmed Nazif
Ahmed Nazif (sinh ngày 8 tháng 7 năm 1952) là một chính khách người Ai Cập. Ông đã đảm nhiệm chức thủ tướng Ai Cập từ ngày 14 tháng 7 năm 2004 đến ngày 29 tháng 1 năm 2011, khi nội các của ông bị Tổng thống Hosni Mubarak giải tán trước khi xảy ra cuộc nổi dậy nổi dậy đã dẫn tới cuộc cách mạng Ai Cập năm 2011. Nazif đã làm quyền tổng thống Ai Cập từ ngày 5 tháng 3 đến ngày 15 tháng 4 năm 2010 khi tổng thống Mubarak Giao nhiệm vụ cho Nazif trong khi đang phẫu thuật ở Đức.